# Paganien

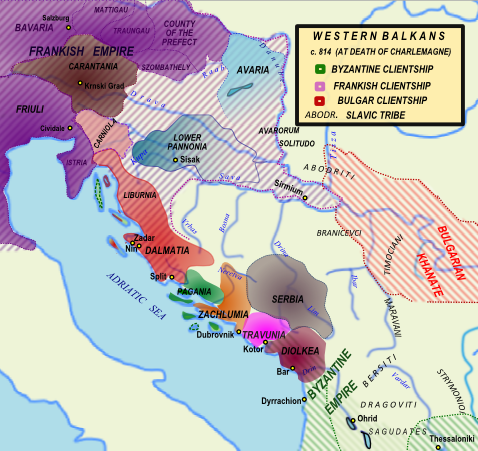
Karta över sydöstra Europa omkring 800-talet.

Paganien (latin: Pagania, kroatiska: Paganija, serbiska: Paganija/Паганија) var ett medeltida furstendöme och landområde i dagens Kroatien som enligt det historiska verket De administrando imperio beboddes av en serbisk folkstam som kallades för neretvaner. Denna folkstam hade bosatt sig i området under 500-600-talet och blev uppkallade efter floden Neretva. 
Paganien låg mellan floderna Cetina och Neretva i dagens Dalmatien och omfattade förutom kustlandet även öarna Brač, Hvar, Korčula och Mljet. Paganien gränsade i norr till dalmatiska Kroatien och i söder till Zahumlje.